# Det Danske Revymuseum
Alhambra – museet for humor og satire (tidigare kallat Det Danske Revymuseum) var ett museum beläget Allégade 5 i Frederiksberg i Köpenhamn, Danmark. Det grundades 1993 och uppgick i Storm P.-Museet 2021 under namnet Storm.
Museet berättade om revyns och underhållningens historia. Samlingarna innehöll bland annat kostymer, rekvisita, filmklipp och ljudklipp.
Museet hette Det Danske Revymuseum fram till den 7 juni 2018 när namnet ändrades till Alhambra.

## Källhänvisningar
1. ↑  Aktiviteten på museer sorteret efter landsdel, museumstype og museumskategori 2017, Danmarks statistik, läs online och läs online.[källa från Wikidata]
2. ↑  NY INSPEKTØR TIL REVYMUSEET (på danska), Alhambra - Museet for humor og satire, läs online.[källa från Wikidata]
3. ↑  ”Nu åbner STORM – Danmarks første museum for humor og satire” (på danska). frederiksbergliv.dk. 15 oktober 2021. https://frederiksbergliv.dk/artikel/nu-%C3%A5bner-storm-danmarks-f%C3%B8rste-museum-for-humor-og-satire. Läst 26 november 2022.
4. ↑  Museumsinspektør Rikke Rottensten: “Humor og satire kan være en øjenåbner for, hvad der er galt med samfundet” Arkiverad 28 oktober 2018 hämtat från the Wayback Machine., weFRB, 24 maj 2018